# خولة الزهيري
خولة حمدان الزاهيري (أحيانًا الزاهيري أو الأزاهيري) (من مواليد 21 ديسمبر 1969) كاتبة عمانية للقصة القصيرة، ولدت في صحار، وحصلت على درجة البكالوريوس في التربية عام 1991 من جامعة الإمارات العربية المتحدة. في عام 1998 حصلت إحدى قصصها القصيرة على الجائزة الثالثة في مسابقة برعاية أندية الفتيات في الشارقة. في نفس العام، ظهر عملها في مختارات أصواتهنَّ، التي نُشرت في بيروت، عن أعمال لكتاب من دول الخليج العربي. تم نشر قصصها في كل من بلدها الأم والإمارات العربية المتحدة.

## أعمال
- سبأ ، 1998